# Звучна устнено-зъбна едноударна съгласна
Звучната устнено-зъбна едноударна съгласна е вид съгласен звук, използван в отделни говорими езици. В Международната фонетична азбука той се отбелязва със символа ⱱ. Има сходство с българския звук, обозначаван с „б“, но с по-задно и едноударно учленение.
Звучната устнено-зъбна едноударна съгласна се използва в езици като моно (vwa, [ⱱa]).